# Айхсфельд (район)
Айхсфельд (нем. Eichsfeld) — район в Германии. Центр района — город Хайльбад-Хайлигенштадт. Район входит в землю Тюрингия. Занимает площадь 939,82 км². Население — 109 576 чел. Плотность населения — 117 человек/км².
Официальный код района — 16 0 61.
Район подразделяется на 90 общин.
На севере района располагается Замок Боденштайн.

## Города и общины
1. Хайльбад-Хайлигенштадт (17 194)
2. Лайнефельде-Ворбис (20 570)

Объединения общин
Управление Дингельштедт
1. Дингельштедт (4 811)
2. Хельмсдорф (568)
3. Кальмероде (610)
4. Кефферхаузен (787)
5. Кройцебра (816)
6. Зильберхаузен (696)

Управление Айксфельдер-Кессель
1. Дойна (1 053)
2. Гертероде (412)
3. Хаузен (462)
4. Клайнбартлофф (472)
5. Нидероршель (3 408)
6. Фолленборн (270)

Управление Айксфельд-Зюдхарц
1. Бишоффероде (2 055)
2. Бокельнхаген (454)
3. Гросбодунген (1 502)
4. Холунген (941)
5. Ютценбах (566)
6. Нойштадт (704)
7. Зилькероде (434)
8. Штайнроде (539)
9. Штёкей (429)
10. Вайсенборн-Людероде (1 495)
11. Цвинге (439)

Управление Айксфельд-Випперауэ
1. Бернтероде (1 374)
2. Брайтенворбис (2 302)
3. Була (610)
4. Гернроде (1 682)
5. Хайнроде (719)
6. Кирхворбис (1 476)

Управление Эрсхаузен/Гайсмар
1. Бернтероде (238)
2. Дитероде (100)
3. Гайсмар (1 262)
4. Келла (569)
5. Кромбах (213)
6. Пфафшвенде (368)
7. Шимберг (2 402)
8. Швобфельд (108)
9. Зикероде (164)
10. Фолькероде (262)
11. Визенфельд (270)

Управление Ханштайн-Рустеберг
1. Аренсхаузен (1 037)
2. Борнхаген (311)
3. Бургвальде (253)
4. Фрайенхаген (321)
5. Фреттероде (182)
6. Герберсхаузен (676)
7. Хоэнгандерн (551)
8. Кирхгандерн (623)
9. Линдеверра (263)
10. Март (365)
11. Рорберг (254)
12. Рустенфельде (510)
13. Шахтебих (261)
14. Вальхаузен (333)

Управление Лайнеталь
1. Боденроде-Вестаузен (1 197)
2. Гайследен (1 114)
3. Глазехаузен (191)
4. Хойтен (800)
5. Хоэс-Кройц (1 403)
6. Райнхольтероде (820)
7. Штайнбах (574)
8. Вингероде (1 277)

Управление Линденберг/Айксфельд
1. Берлингероде (1 273)
2. Бреме (1 169)
3. Эклингероде (823)
4. Ферна (594)
5. Хундесхаген (1 262)
6. Тастунген (270)
7. Тайстунген (2 553)
8. Венде (394)

Управление Удер
1. Асбах-Зикенберг (120)
2. Биркенфельде (593)
3. Дитценроде-Фаттероде (141)
4. Айхструт (87)
5. Лентероде (313)
6. Луттер (733)
7. Макенроде (395)
8. Рёриг (265)
9. Шёнхаген (143)
10. Штайнхойтероде (285)
11. Тальвенден (367)
12. Удер (2 537)
13. Вюстойтероде (656)

Управление Вестервальд-Оберайксфельд
1. Бютштедт (984)
2. Эффельдер (1 350)
3. Гросбартлофф (1 005)
4. Кюльштедт (1 573)
5. Вахштедт (570)